# Uetikon am See
Uetikon am See is een gemeente en plaats in het Zwitserse kanton Zürich, en maakt deel uit van het district Meilen.

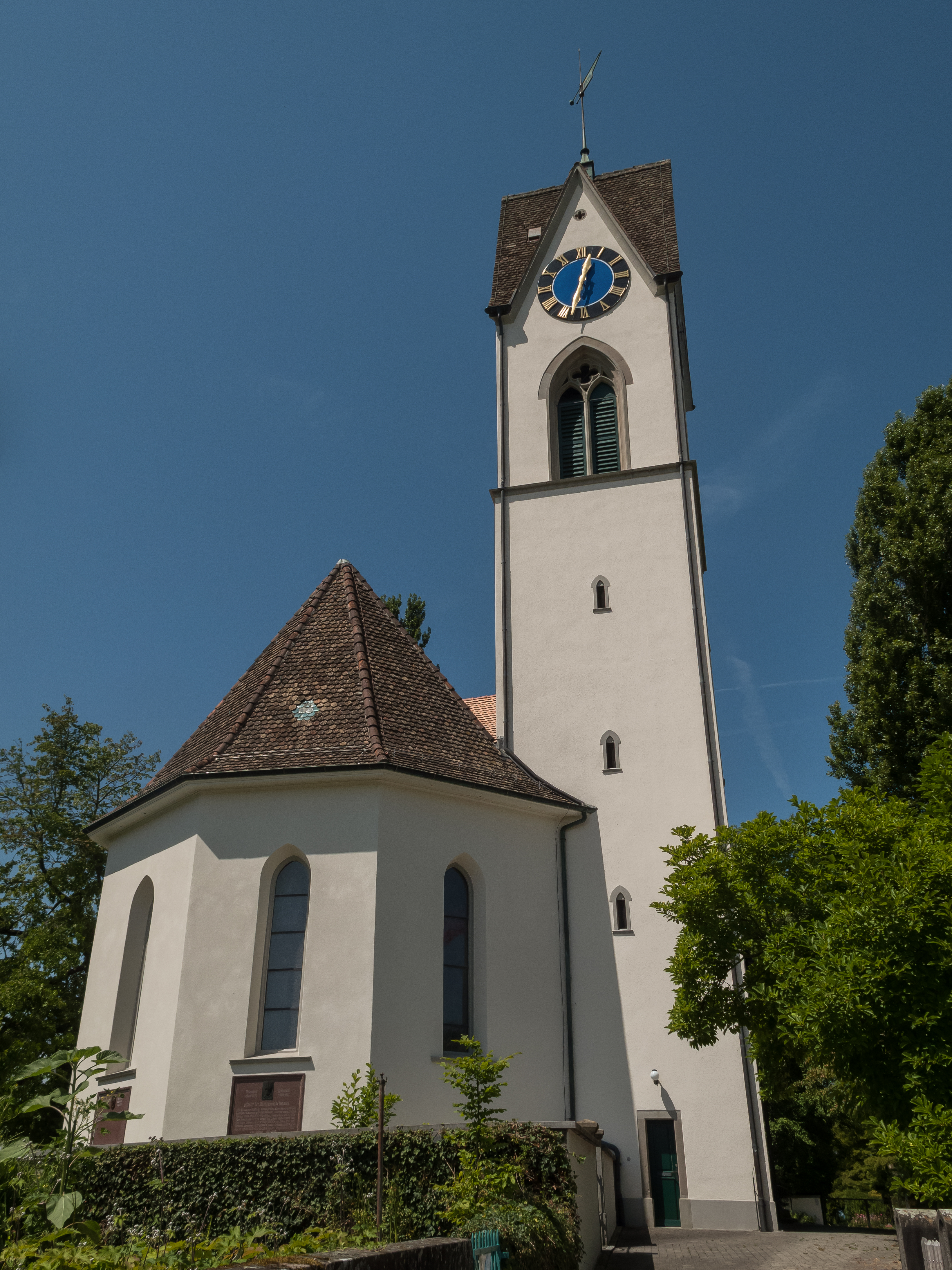
Uetikon, de protestantse kerk

Uetikon am See telt 5425 inwoners.